# Eugena Washington
Eugena Washington (Columbia, Carolina del Sur, 8 de octubre de 1984) es una modelo estadounidense, más conocida por ser la segunda finalista en el ciclo 7 de America's Next Top Model y por aparecer en el video musical del sencillo del rapero B.o.B, «Nothin' on You». En la era post-desnuda de la revista Playboy, fue la primera Playmate del año, y fue la última en ser anunciada por Hugh Hefner en la Mansión Playboy.

## Carrera

### Trabajo impreso
Ella fue la Playmate del mes de diciembre de 2015 y la Playmate del año 2016 de Playboy. Ella era la tercera afroamericana en ser nombrada así. Ella fue la primera Playmate del año después de que Playboy eliminara su página central.
En mayo de 2017, fue la última Playmate del año que anunció Hugh Hefner en la Mansión Playboy.

### Otros
Washington también aparece en un comercial de café  de McDonald's junto con el artista estadounidense de R&B, Dwele. Ella apareció en el video de B.o.B del sencillo «Nothin' on You». Washington apareció en un comercial de Clinique, así como en un comercial de T.J. Maxx, también protagonizó un comercial CoverGirl Beauty Q con Queen Latifah y Sam Fine y también para Lexus Hybrid Life. Fue nombrada una de las personas influyentes para la campaña de Ciroc, «Lets Get It», en 2016.
Ha firmado con Elite Model Management, Irene Marie Models, L.A. Models, Model Management, Photogenics y Target Models. Ella apareció en el segmento «Top Model en acción» del ciclo 11.